# 卡斯托冰原島峰
65°10′S 59°55′W / 65.167°S 59.917°W
卡斯托冰原島峰（英語：Castor Nunatak）是南極洲的冰原島峰，位於葛拉漢地的奧斯卡二世海岸，處於奧希阿納冰原島峰西南面6公里，在1893年12月由挪威探險隊發現和繪入地圖，現時由南極條約體系管理。